# Brian Duffy (astronaut)
Brian Duffy (*20. června 1954 v Bostonu, stát Massachusetts, USA) je vojenský pilot, důstojník a americký kosmonaut. Ve vesmíru byl čtyřikrát.

## Život

### Studium a zaměstnání
V roce 1971 zdárně ukončil střední školu Rockland High School v městě Rockland v Massachusetts a pak pokračoval dalším studiem na United States Air Force Academy. Po skončení studia na vojenské akademii roku 1975 pokračoval ve studiu na University of Southern California. Zůstal pak u armády, působil zde jako letec na různých základnách USA a Japonska.
V letech 1985 až 1986 absolvoval výcvik u NASA, od roku 1986 byl zařazen do jednotky kosmonautů. Zůstal v ní do roku 2001, pak odešel pracovat do společnosti Lockheed Martin Space Operations Co.
Oženil se s Janet, rozenou Helmsovou.

### Lety do vesmíru
Na oběžnou dráhu se v raketoplánech dostal čtyřikrát a strávil ve vesmíru 40 dní, 17 hodin a 37 minut. Byl 287 člověkem ve vesmíru.
- STS-45 Atlantis (24. března 1992 – 2. dubna 1992, pilot
- STS-57 Endeavour (21. června 1993 – 1. července 1993), pilot
- STS-72 Endeavour (11. leden 1996 – 20. leden 1996), velitel
- STS-92 Discovery (11. října 2000 – 24. října 2000), velitel